# 지나이다 샤르코
지나이다 샤르코(러시아어: Зинаида Максимовна Шарко, 1929년 5월 14일 ~ 2016년 8월 4일)는 러시아의 배우이다.